# Paulo Silva
Paulo Silva Echeverria, född 11 juli 1974 i Uruguay, är en svensk politiker (miljöpartist). Han var språkrör för Grön Ungdom 1996–1999 (tillsammans med Maria Wetterstrand).
Paulo Silva är född i Uruguay och delvis uppvuxen i Moçambique.
Paulo Silva var kandidat till Europaparlamentet vid valet 2004 och lanserades som EU-positiv miljöpartist med stöd av bland annat nätverket Grönt Europa. I valberedningens förslag stod han på femte plats på listan, något som också motsvarades av mycket bra resultat i provvalet till detsamma, men när kongressen skulle fastställa listan till Europaparlamentet petades han ner till 25:e plats. Efter en intensiv personvalskampanj där bland annat riksdagsledamöterna Mikaela Valtersson och Lars Ångström uttalat sitt stöd för Silvas kandidatur fick han 5,58 % av rösterna i valet, vilket visserligen var över 5 %-spärren men som inte räckte till en plats i Europaparlamentet då både Carl Schlyter och Eva Goes fick fler kryss än Paulo Silva.
Mellan 2002 och 2006 arbetade Paulo Silva på finansdepartementet och var samtidigt rådgivare till Miljöpartiets språkrör. Efter att ha jobbat en tid som konsult på PR-byrån Westander återvände han till riksdagen för att arbeta med det rödgröna samarbetet och som chef för språkrörens stab. Paulo Silva var ledamot i den rödgröna planeringsgruppen som utformade oppositionens valrörelse inför riksdagsvalet 2010. Efter riksdagsvalet 2010 återvände Paulo Silva till PR-byrån Westander. I februari 2011 sade han upp sig från Westander för att bli seniorkonsult och delägare i Public affairs-byrån New Republic.
Han blev vid valet 2006 invald i Stockholms kommunfullmäktige. Han lämnade uppdraget 2008.